# Рослюк, Виктор Васильевич
Ви́ктор Васи́льевич Рослюк (13 марта 1959 — 12 марта 2022) — советский футболист, защитник, полузащитник. Мастер спорта СССР.
Всю карьеру в командах мастеров провёл в клубе второй лиги «Динамо» Брест. В 1977—1983, 1985—1990 годах провёл 384 игры, забил 7 голов.
Воспитанник брестской СДЮШОР. С 3 круга первенства 1981 года — капитан команды. В 1983 году из-за разногласий с тренерским составом покинул «Динамо», в 1985 году вернулся в клуб.
В 1977—1978 годах параллельно выступал в чемпионате Белорусской ССР за брестский «Пединститут».